# 四国管区警察局
四国管区警察局（しこくかんくけいさつきょく）は、かつて存在した警察庁の地方機関である管区警察局の一つ。

## 概要
四国地方の徳島県警察、香川県警察、愛媛県警察、高知県警察の4県警の監察・業務指導、表彰、広域捜査の調整、大規模災害への対応、警察通信事務、幹部教育などを行った。局長は警視監であった。
2019年（平成31年）4月1日 に、中国管区警察局と四国管区警察局が統合され、中国四国管区警察局となった。なお、四国管区警察局が所在していた高松サンポート合同庁舎には、新たに発足した四国警察支局が設置された。

## 所在地
- 香川県高松市サンポート3番33号 高松サンポート合同庁舎9階

## 沿革
平成29年12月に、高松市中野町より高松サンポート合同庁舎南館に移転した。
平成31年、警察庁は四国管区警察局を中国管区警察局と統合し「中国四国管区警察局」を新設することを決定した。四国には新たに警察支局を置くという。警察活動の効率化や、西日本豪雨などの広域的な災害対応に万全を期すのが狙いとされている。平成31年4月1日に警察法が改正され、新たに中国四国管区警察局が発足するとともに、四国警察支局が設置された。

## 組織
いずれも過去のデータである。
- 職員数：298人（2016年4月1日時点）
- 予算：36億7400万円（2005年度）
- 下部機関数：4（2016年4月1日時点）

本所組織図（廃止時点のもの）
- 総務監察・広域調整部
  - 警務課
    - 秘書広報係、総務係、企画係、人事係、給与厚生係、取調べ監督指導係、留置管理指導係

  - 監察課
    - 監察企画係、服務監察係、業務監察第一係、業務監察第二係

  - 会計課
    - 庶務係、予算出納係、監査企画係、調達係、管財営繕係

  - 広域調整第一課
    - 総務係、分析係、生活安全第一係、生活安全第二係、刑事第一係、刑事第二係

  - 広域調整第二課
    - 総務係、分析係、交通係、警備第一係、警備第二係

  - 首席監察官
    - 監察官

  - 高速道路管理官
    - 管制係

  - 災害対策官
- 情報通信部
  - 通信庶務課
    - 庶務係、人事給与係、経理係、資材係、指導係

  - 機動通信課
    - 管理係、電話係、運用管理係、災害通信対策係、総合監視係、基幹通信係、データ通信係、移動通信係

  - 通信施設課
    - 管理係、回線・電波監理係、計画係、施設係、施設管理係

  - 情報技術解析課
    - 管理係、情報管理係、情報指導係、支援分析係

各県情報通信部
- 愛媛県情報通信部
- 徳島県情報通信部
- 香川県情報通信部
- 高知県情報通信部
  - 通信庶務課
  - 機動通信課
  - 通信施設課
  - 情報技術解析課

### 四国管区警察学校
四国管区警察学校は、香川県善通寺市に所在していた。初級および中級幹部の教育・訓練を行っていた。
- 庶務部
  - 庶務課
    - 庶務係、車両・装備係、人事給与係、厚生係

  - 会計課
    - 庶務係、予算出納係、給養係、管財営繕係、調達係
- 教務部
  - 教務科
    - 庶務企画班、教務第一班、教務第二班

  - 実務教官室
    - 庶務係、生活安全班、刑事班、交通班、警備班
- 指導部
  - 学生科
    - 庶務企画班、学生第一班、学生第二班、学生第三班

  - 警務術科教官室
    - 警務班、体育班、術科第一班、術科第二班

## 歴代局長

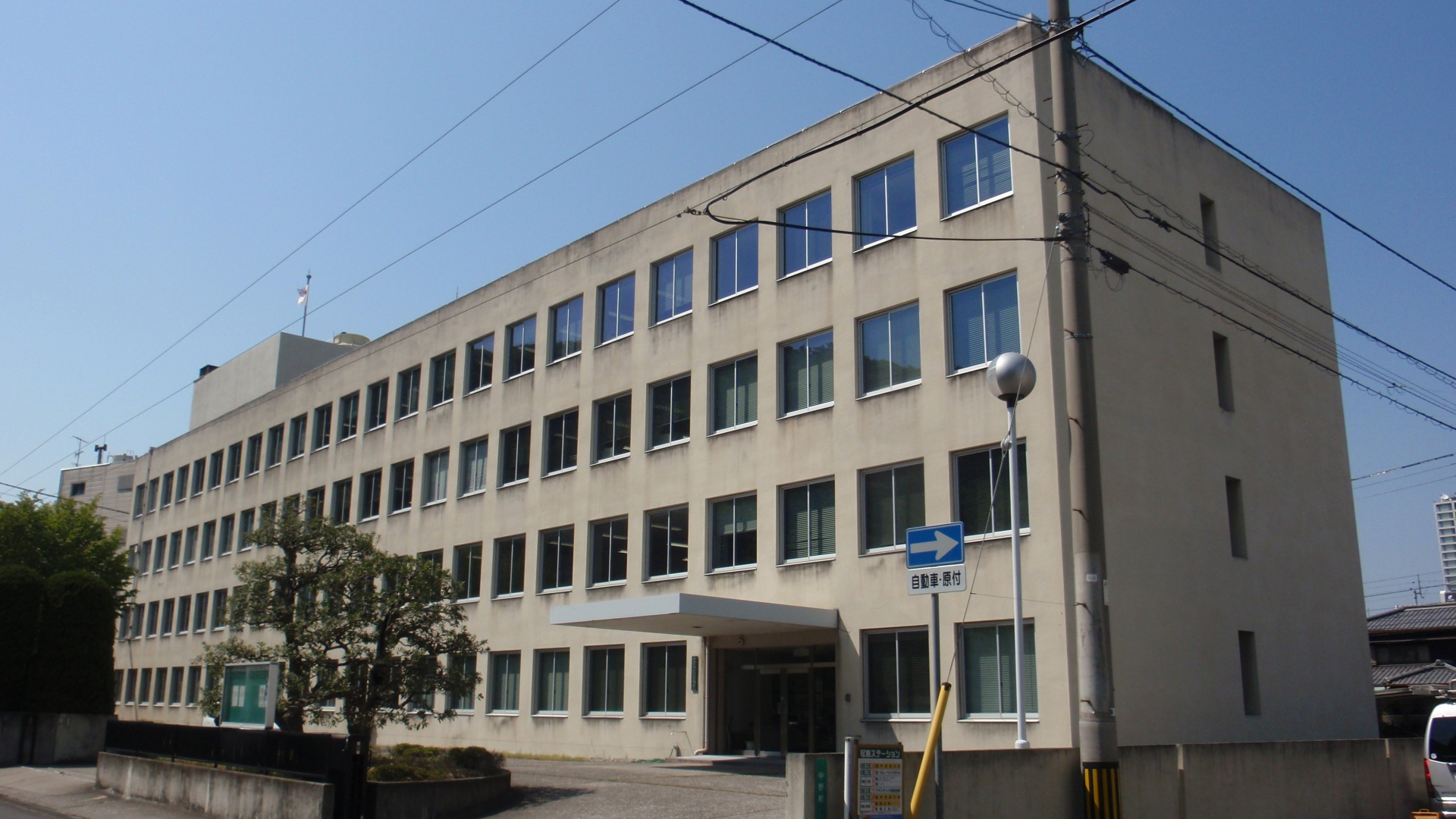
高松サンポート合同庁舎に移転するまで使用されていた庁舎（2013年撮影）

- 折田康徳
- 岩崎和彦
- 石田倫敏
- 御手洗伸太郎
- 安村隆司
- 大庭靖彦
- 小澤眞介
- 谷直樹
- 堀金雅男
- 伊藤智
- 鈴木三男